# Haus der Europäischen Union

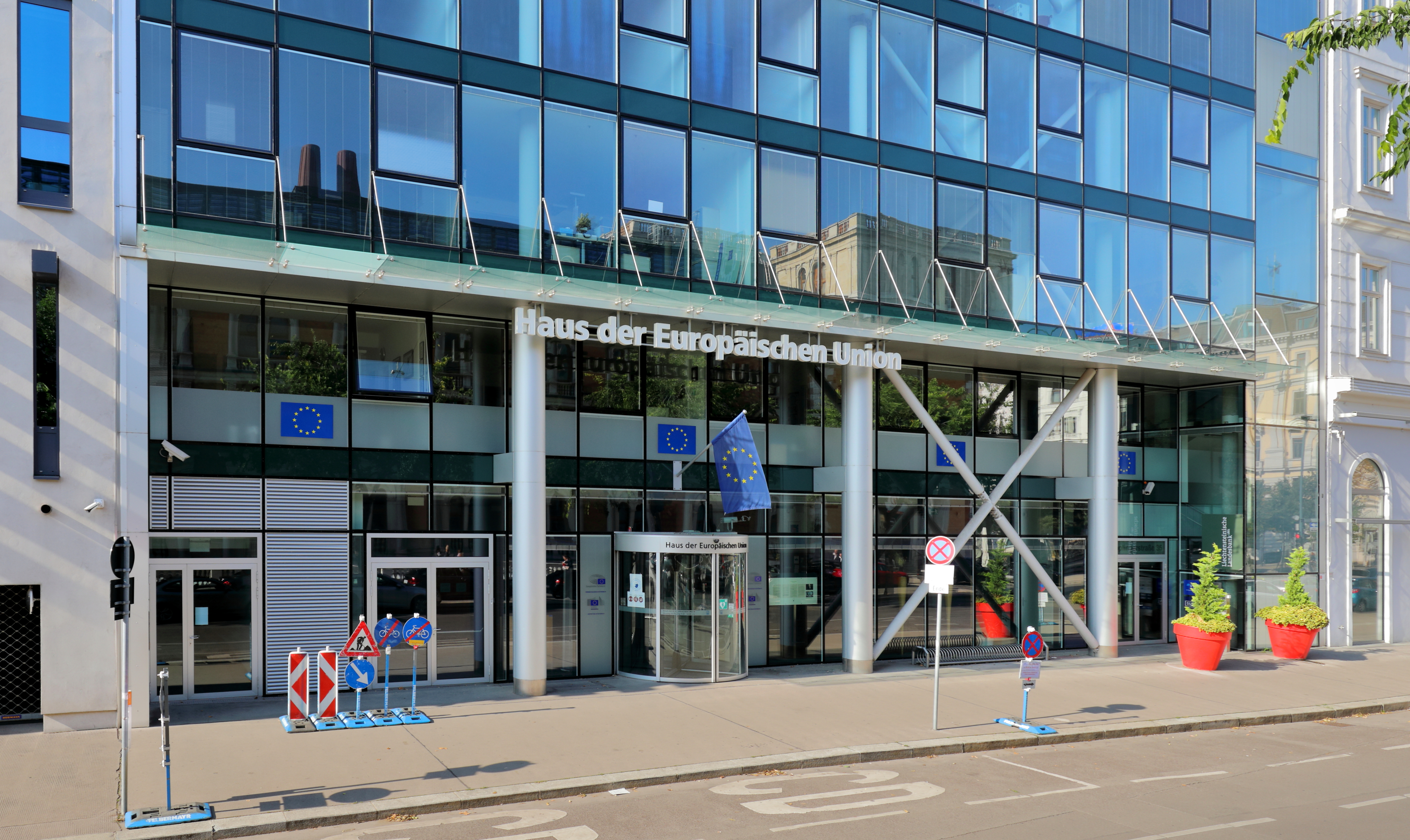
Haus der Europäischen Union in Wien

Als Haus der Europäischen Union oder Europäisches Haus werden die Verbindungsbüros des Europäischen Parlaments und die Delegationen bzw. Vertretungen der Europäischen Kommission in einzelnen Hauptstädten außerhalb und innerhalb der EU bezeichnet. Europäische Häuser gibt es bereits in neun Städten: Madrid, Dublin, Tallinn, Rom, Lissabon, Stockholm, Berlin (Informationsbüro des Europäischen Parlaments in Deutschland), Kopenhagen und seit Oktober 2009 in Wien.
Die EU-offizielle Bezeichnung der Außenstellen, die bisherige kleinere Einheiten an einem Ort konzentrieren sollen, lautet europäische öffentliche Räume.